# خوزه دو لا ریوا آگوئرو
خوزه دو لا ریوا آگوئرو (انگلیسی: José de la Riva  Agüero ۳ مهٔ ۱۷۸۳ – ۲۱ مهٔ ۱۸۵۸) سیاست‌مدار اهل پرو بود.